# Сноукайтинг
Сноука́йтинг(англ.  snowkiting) — вид спорта и активного отдыха представляющего собой занятия с буксировочным кайтом на снежном покрытии или льду с применением лыж, сноуборда или коньков.

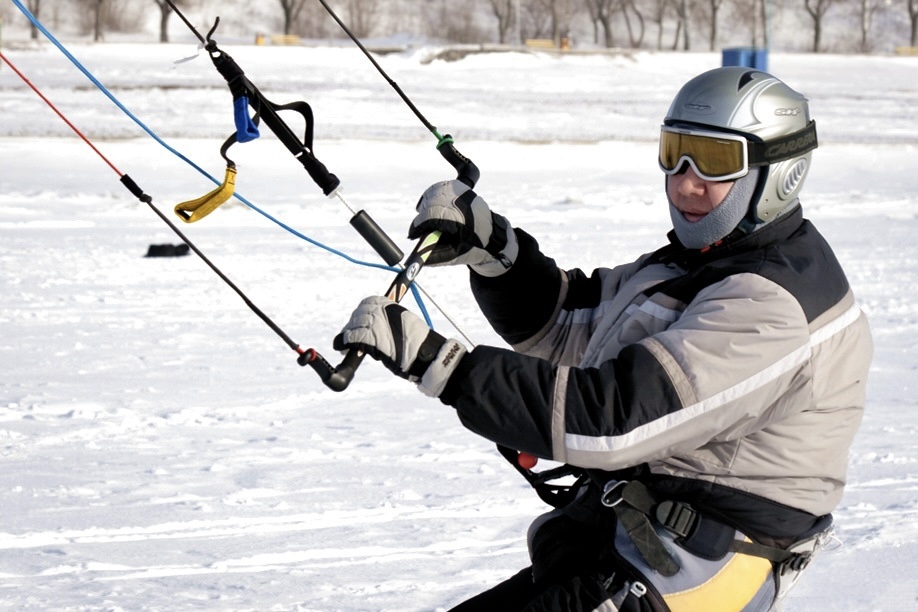

Является частью более общего понятия — зимний буксировочный кайтинг или просто зимний кайтинг, который в свою очередь является частью буксировочного кайтинга вообще, произошедшего от запуска обычного воздушного змея, то есть кайтинга.
Название происходит от английского словосочетания snowkiting: snow — снег, kiting — кайтинг. Является исконно альпийским видом спорта, так как зародился в 70-х годах, в Альпах в результате экспериментов Дитера Стразиллы.
Сноукайтинг даёт вам свободу в трёх плоскостях, позволяет преодолевать значительные расстояния и силу гравитации без привычных усилий.

## История зарождения
Отцом основателем сноукайтинга можно считать Дитера Стразиллу. Именно он в 70-х годах впервые стал использовать слегка модифицированные парашюты в сочетании с собственной системой управления на склонах Альп. Помогал ему в этом Андреа Кун.

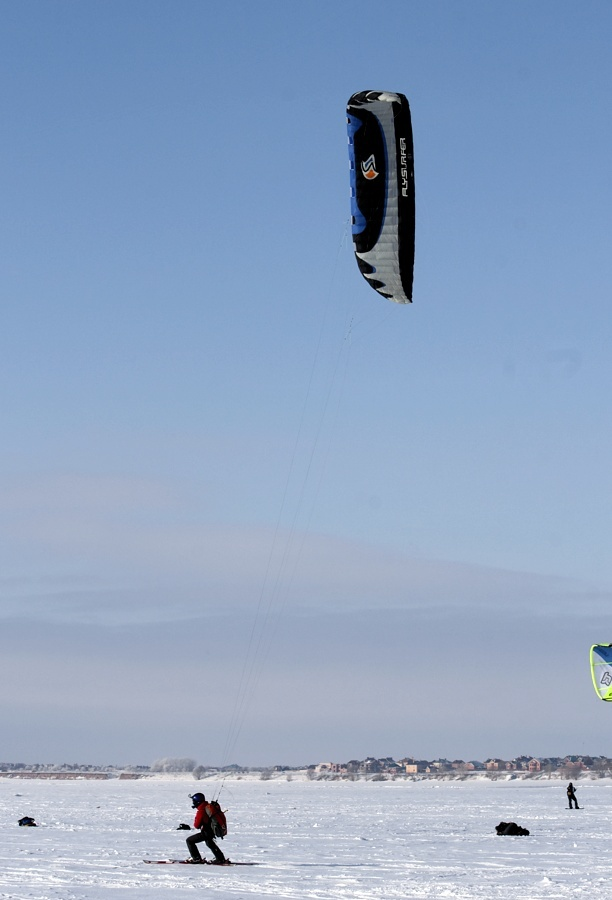

## Лыжи и сноуборды для сноукайтинга
Для любительских целей подойдут любые обычные горные лыжи или сноуборды, но при движении с кайтом действуют немного другие силы, которых нет при обычном спуске с горы.
Геометрия специализированных кайтовых лыж рассчитана для движения по прямой, в отличие от обычных горных лыж, имеют большую жёсткость и длину от 200 до 240 см.

## Сноукайтинг как спорт

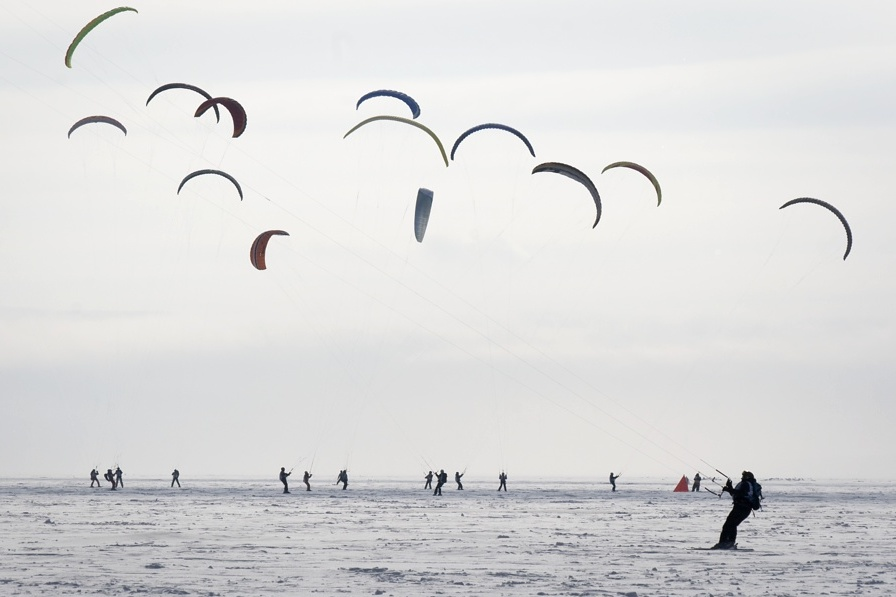
Ежегодные соревнования по сноукайтингу «Жигулёвское море» 2011

Организационно, в структуре спорта, сноукайтинг логически, является дисциплиной зимнего кайтинга, наравне с фристайлом и зимним кайтселингом а по факту, процесс разделения сфер влияния в этом молодом виде активного отдыха, ещё не завершен. Поэтому, на данном этапе, для сохранения и развития, сноукайтинг следует развивать как отдельный вид спорта, а не в рамках какой бы то ни было существующей спортивной организации по традиционным видам.
Не стоит заблуждаться относительно единственной организации которая рассматривает зимний кайтинг как самостоятельный вид спорта. Таковой нет. В настоящее время проводятся чемпионаты мира по версии WISSA и ISKA. Обе организации представляют собой довольно слабые структуры поддерживаемые энтузиастами. ISKA, например, несколько лет не могла собрать участников на свои мероприятия. Сноукайтинг как спорт заметно подрос и на него обратила внимание IKA, подразделение ISAF, в которую входит ВФПС. С 2013 года IKA/ISAF будет проводить чемпионаты мира
по зимнему кайтингу и мероприятия WISSA и ISKA перестанут иметь статус чемпионата мира, который сейчас имеют нелегально. С другой стороны многие российские клубы проводят международные соревнования по сноукайтингу.
С 2010 года ВФПС проводит Чемпионаты России в несколько этапов в различных регионах. Наряду с Чемпионатами России в РФ проводится множество традиционных популярных соревнований: Чемпионат Питера, Онега, Жигулёвское Море, Форты Кронштадта и многие другие.
Основной вид соревнований — гонки. Фристайл представлен достаточно широко, но далеко не на всех мероприятиях входит в программу. Зимние же гонки собирают более сотни участников. В зависимости от протяжённости трассы гонки делятся на курсрейс и марафон. Чёткой границы между ними нет. Часто на соревнованиях гонщики участвуют и в том и в другом виде гонок. Парусный спорт, а сноукайтинг — это парусный спорт, имеет большую историю и историю парусных гонок в частности. В мире парусного спорта сложились свои правила проведения соревнований. В большей части они перенесены на сноукайтинг, но кайт не парус и для этог вида спорта создаются свои правила в настоящее время. На каждом соревновании гонщики и судьи собираются на семинары для обсуждения тонкостей применения правил гонок к этому виду спорта и обсуждают нововведения, неизбежные для развивающегося вида спорта.

## Дисциплины и виды состязаний

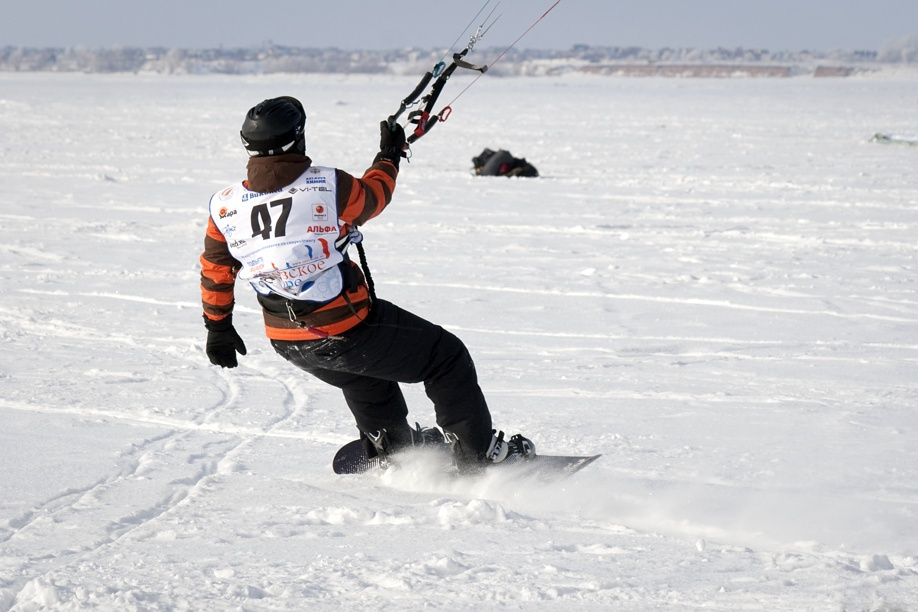

В настоящее время, основной вид соревнований в сноукайтинге — это гонки. Только эти соревнования собирают более сотни участников на старт. Только эти соревнования проводятся каждые выходные и праздники в течение всего зимнего сезона. Только в этом виде соревнований больше всего участников.
В настоящее время, лето 2010 года, готовится российский проект правил состязаний по сноукайтингу. При его создании учтён как собственный опыт проведения, так и мировые тенденции. В проекте правил предусмотрены следующие виды программы:
Фрирайд (FREERIDE)
FR — Фрирайд (Freeride)
Полёты (FLIGHTS)
GD — Полёты (Gliding)
SR — Парение (Soaring)
Турнирные гонки (TOURNAMENT RACE)
UH — Апхилл (Uphill)
BX — Бэккантри-кросс (BCX)
Приключенческие гонки (ADVENTURE RACE)
XC — Кросс-кантри (X-Country)
ED — Эндуро (Enduro)
Основа всех видов — во взаимодействии с гравитацией, ни один из видов программы не может проводиться на горизонтальной поверхности. Именно это отличает сноукайтинг от других видов спортивного буксировочного кайтинга.

### Фрирайд (FREERIDE)
Критерии оценки в этой дисциплине очень близки к критериям оценки в альпийской фрирайде и используют те же пять критериев: выбор линии, контроль, техника, стиль, агрессивность. Учитываются выполненные трюки. Старт раздельный, индивидуальный.
- FR — Фрирайд (Freeride) — произвольное катание с целью демонстрации навыков, на ограниченном участке склона за отведённое время с обязательным достижением контрольного участка. В связи с отсутствием достаточного количества участников, имеющих должный уровень катания необходимый для подобных видов соревнований, в настоящей момент фрирайд, является показательным видом, хотя имело место проведение этого вида в 2007 году на альпийской серии IMANDRAproject.

### Полёты (FLIGHTS)
Суть этих видов соревнований в умении использовать кайт как летательный аппарат. Отличаются по критерию оценки: время или расстояние. Старт раздельный, индивидуальный.
- GD — Полёты (Gliding) — полёты вниз по склону на дальность. Критерий оценки — преодолённое расстояние. Хотя требует значительного перепада высот и размера склона, может проводится и в гораздо более скромных масштабах — минимальное требование к перепаду — 50 м (не менее двух длин строп).
- SR — Парение (Soaring) — парение в динамических потоках не покидая отведённой зоны выступления на продолжительность. Критерий оценки — время нахождения в воздухе. Может проводится на слабопересечённой местности, вдали от больших гор.

### Турнирные гонки (TOURNAMENT RACE)
Гонки на короткие и средние (до 3-5 км) дистанции победитель в которых, определяется в турнире из нескольких заездов. Наиболее азартные массовые виды программы так как не требуют серьёзных технических навыков, а для проведения не нужен секундомер — распределение мест осуществляется в порядке пересечения финишной черты. Могут быть проведены спортсменами самостоятельно в качестве игрового соревнования между собой.
- UH — Апхилл (Uphill) — подъём вверх по склону. Старт у подножия склона, общий, до 6 человек в заезде. Финиш в верхней части склона. Проводится несколько заездов до полного распределения мест. Требует значительного перепада высот и богатого рельефа.
- BX — Бэккантри-кросс (BCX) — короткая гонка с общим стартом по замкнутой дистанции и выполнением в контрольных точках одного или нескольких обязательных трюков определенных правилами состязания. Проводится в несколько заездов до полного распределения мест. Может проводится на слабопересечённой местности вдали от больших гор.

### Приключенческие гонки (ADVENTURE RACE)
Продолжительные гонки с общим стартом где победитель определяется в порядке пересечения финишной линии или наименьшим временем прохождения. Оба вида предусматривают возможность движения без кайта согласно правилам или метеоусловиям.
- XC — Кросс-кантри (X-Country) — преодоление заданного маршрута высокой технической сложности по горному рельефу. Старт общий. Количество стартующих ограничивается только возможностями места проведения. Длина и сложность маршрута, должна позволять пройти его за один световой день. на отдельных участках оговорённых правилами допускается передвижение без кайта.
- ER — Эндуро (Endurance Race) — кросс-кантри (XC) с длинной дистанции не позволяющей пройти весь маршрут за один световой день (по правилам ISKA — не менее одного часа). Проводится в несколько этапов на протяжении нескольких дней. Как правило является командной гонкой. Типичный пример — VAKE (Varanger Arctic Kite Enduro). Проводится преимущественно на слабопересечённой местности.

## Фристайл в сноукайтинге
В 2000 году на Чемпионате мира по сноукайтингу WISSA 2000 в Финляндии на озере Оулуярви, город Кайани, Владимир Бобылев впервые в мире инициирует проведение отдельной дисциплины в сноукайтинге в стиле фристайл, которая в будущем кардинально изменит зрелищность и интерес зрителей к этим соревнованиям.
В настоящий момент[когда?], в зимнем кайтинге очень сложная организационная ситуация. Несомненно присутствие элементов полёта, использование естественных или искусственных элементов рельефа, делает дисциплину фристайл полноценной частью сноукайтинга. Однако в России, подобные состязания проводятся под эгидой ВФПС, тогда как на западе, зимний кайтинг как самостоятельный вид, развивает независимая ассоциация — ISKA, так как международный руководящий орган парусного спорта ISAF контролирует только водную разновидность спортивного буксировочного кайтинга.
Весь опыт становления близких по сути и духу зимних видов спорта, с учетом исторической линии развития зимнего кайтинга, говорит о том, что фристайл станет либо больше, чем просто видом программы сноукайтинга, превратившись в самодостаточную дисциплину, либо всё же будет подмят парусным трендом и продолжит существование в пределах одного или двух видов состязаний (например, фристайл и кайт-кросс) как вынужденная мера для сохранения целостности класса в рамках парусных федераций.
Наиболее логичным, выглядел бы первый вариант развития. Это позволило бы вытащить из под влияния парусного спорта остальные виды зимнего кайтинга и объединить их в рамках одной организационной структуры как дисциплины. Яркий пример подобного, удачного стечения обстоятельств — FIS и лыжный спорт, где фристайл это самостоятельная дисциплина, со своими ассоциациями и федерациями, не зависящая ни от гоночных видов ни от горнолыжного спорта.